# Біляївка (Бериславський район)
Біля́ївка — село в Україні, у Новоолександрівській сільській громаді Бериславського району Херсонської області. Адміністративний центр Біляївської сільської ради.
Село розташоване за 37 км від Нововоронцовки та за 22 км від залізничної станції Блакитне на неелектрифікованій лінії Херсон — Дніпро-Лоцманська.

## Історія
Село засноване 1888 року переселенцями з Одеси, місцевів з населених пунктів Нововоронцовка, Золота Балка тощо. З січні 1918 року село перебувало під  радянською окупацією. У Другій світовій війні брало участь 68 жителів, з яких не повернулось 56 осіб, 13 було нагороджено орденами та медалями.
У радянські роки у селі знаходилась центральна садиба колгоспу «Степовий». За ним було закріплено 5300 га сільськогосподарських угідь, з яких 5100 га орної землі. Колгосп спеціалізувався на виробництві зернових культур та м'ясо-молочної продукції. 1967 року колгосп був учасником ВДНГ СРСР, де одержав диплом 2-го ступеня. Станом на 1970 рік колгоспом було зібрано урожай 41 центнер з гектару. За такі показники 35 працівників було нагороджено урядовими відзнаками. Серед них тракториста С. М. Котляр та ланкового А. Г. Сухомлин орденом Леніна, бригадира О. К. Гелеверю — орденом Жовтневої Революції.
12 червня 2020 року Біляївська сільська рада, в ході децентралізації, об'єднана з 
Новоолександрівською сільською громадою.
17 липня 2020 року, в результаті адміністративно-територіальної реформи та ліквідації Нововоронцовського району, село увійшло до складу Бериславського району.

## Населення
У 1972 році в селі проживало 857 осіб.
Згідно з переписом УРСР 1989 року чисельність наявного населення села становила 762 особи, з яких 337 чоловіків та 425 жінок.
За переписом населення України 2001 року в селі мешкало 699 осіб.

### Мовний склад
Рідна мова населення за даними перепису 2001 року:
| Мова       | Чисельність, осіб | Доля     |
| ---------- | ----------------- | -------- |
| Українська | 678               | 97,00 %  |
| Російська  | 21                | 3,00 %   |
| Разом      | 699               | 100,00 % |

## Господарство
У селі діють Біляївський навчально-виховний комплекс, будинок культури на 350 місць, бібліотека та фельдшерсько-акушерський пункт. В центрі села закладено парк для відпочинку.